# Tomtebloss

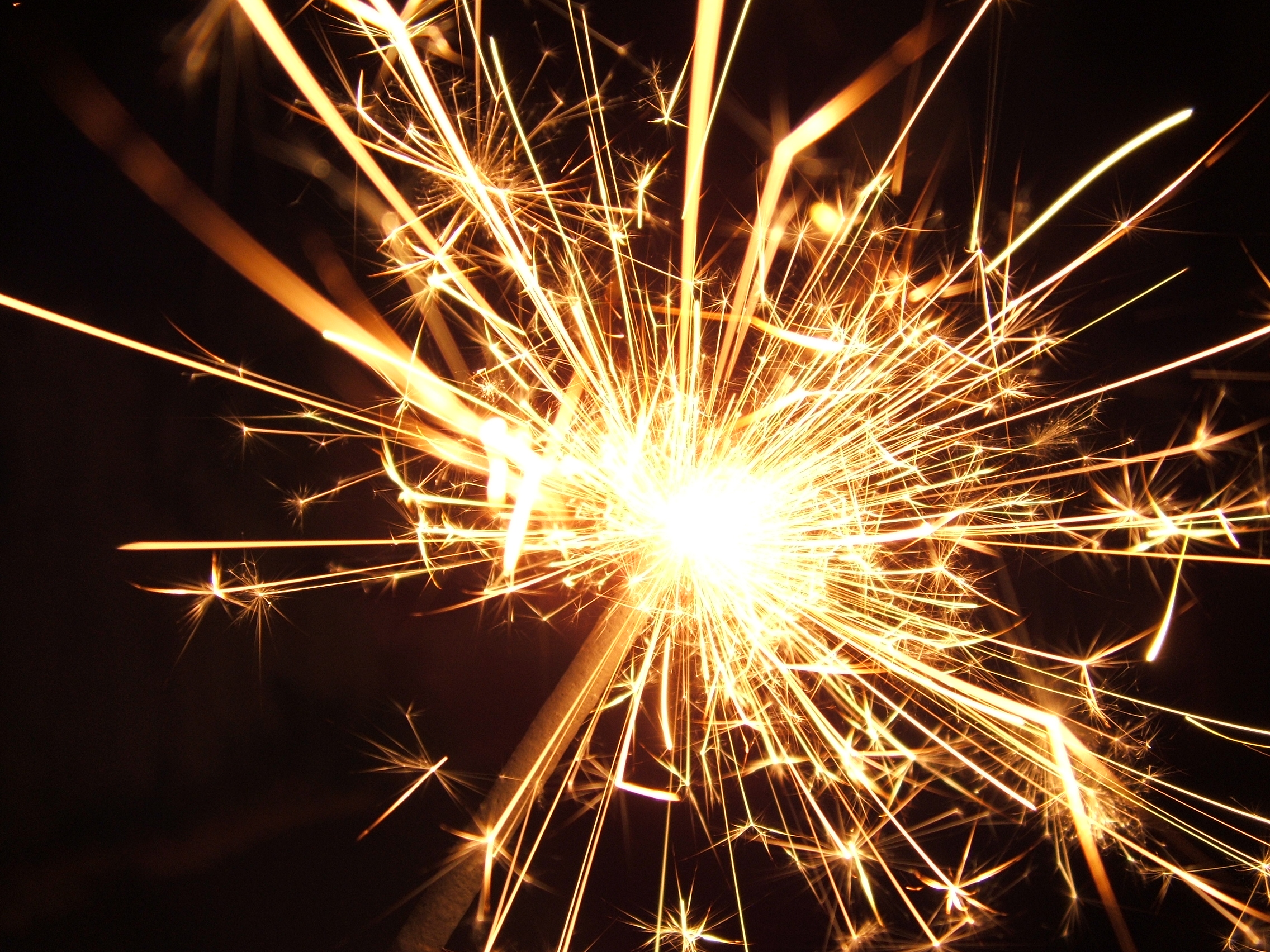
Tomtebloss.

Illustration föreställande ett brinnande tomtebloss.

Tomtebloss, även känt som "partybloss", är pyrotekniska stavar som sprakar när man sätter eld på dem. De består bland annat av lim, järnpulver, aluminiumpulver och bariumnitrat (Ba(NO3)2) som oxidationsmedel. Nitratet är lättlösligt och giftigt för människor, varför tomtebloss numera skall förses med en varningstext. Tomtebloss används ofta som dekoration i exempelvis julgranar eller desserter.
Historien om uppfinningen av tomteblossen är inte uppklarad. Det äldsta patentet är AT000000035606B, „Verfahren zur Herstellung eines funkensprühenden Leuchtstabes“, Franz Jacob Welter, Vereinigte Wunderkerzen-Fabriken GmbH, Hamburg, 1907. Ordet är belagt i svenskan från år 1909, och då som julgranspynt.
På finlandssvenska heter tomtebloss sprakasticka. Observera att alla vokaler här uttalas som korta dito. På danska heter det stjernekaster och på norska stjerneskudd.